# Handbandsäge
Eine Handbandsäge ist ein elektrisches Werkzeug, das aus einem Motor sowie einem zu einem geschlossenen Ring verschweißten Metall-Sägeband besteht. Handbandsägen sind kleine, handgeführte Bandsägen, die mit zwei, drei oder vier Griffen ausgestattet sind.
Das in allen gängigen Zahnungen und Schränkungen verfügbare Bandsägeblatt wird über zwei Rollen geführt, damit ist ein endloser, d. h. ein unterbrechungsfreier Schnitt möglich. 
Handbandsägen können zum Sägen von Holz, Metall und Kunststoff verwendet werden, der Schwerpunkt der Verwendung liegt jedoch in der Holzbearbeitung. 
Handbandsägen eignen sich zum Beispiel sehr gut zum Sägen von Kurven (Schweifen). Weiterhin eignen sie sich zum Bündigsägen, zum Profilieren von Sparren- und Pfettenköpfen und zum Aussägen von Kerven oder Sätteln. Handbandsägen sind vielseitige Maschinen in der Zimmerei.